# Kyrkjebygda
Kyrkjebygda (eller Kyrkjebygdi) är en kyrkby som utgör centralort i Åserals kommun i Agder fylke i södra Norge. Orten ligget där fylkesväg 455 möter fylkesväg 4030 och fylkesväg 4032. Här finns Åserals kyrka.